# PFW Aerospace
PFW Aerospace ist ein deutsches Unternehmen der Zulieferindustrie für die Luftfahrtbranche. PFW ist ein Tier-1-Zulieferer für den Flugzeugbau und produziert Strukturkomponenten und Rohrsysteme, beispielsweise für Hydraulikflüssigkeit oder Zapfluft. Die hauptsächliche Produktion findet im Hauptwerk in Speyer sowie zwei Nebenstandorten im Vereinigten Königreich und der Türkei statt. Das Unternehmen war eine Tochter von Airbus und ist seit 2020 im Besitz von Hutchinson. 
Die Geschichte der PFW Aerospace geht auf die Pfalz-Flugzeugwerke zurück, die durch eine Reihe von Übernahmen ab 1964 in den Vereinigten Flugtechnischen Werken, in MBB und schließlich in Airbus aufgingen. Als 1997 das Daimler-Benz-Aerospace-/Airbus Werk in Speyer im Rahmen des „Dolores“-Programms verkauft bzw. geschlossen werden sollte, wurde es unter dem Traditionsnamen Pfalz-Flugzeugwerke GmbH (PFW) von den 527 Mitarbeitern eigenverantwortlich übernommen. 2001 verkauften die Mitarbeiter das Unternehmen an den amerikanischen Finanzinvestor Safeguard International Fund. Dieser firmierte das Unternehmen 2006 als PFW Aerospace AG. Die Auszubildenden der Firma bauten aus Traditionsbewusstsein eine Pfalz D.III nach, die seit 2009 im Technik-Museum Speyer ausgestellt ist.
Heute arbeitet das Unternehmen als PFW Aerospace – mit Untertitel Pfalz Flugzeugwerke – weiter im Flugzeugbau; verbaut werden die von PFW Aerospace produzierten Komponenten in große Verkehrsflugzeuge, wie z. B. die gesamte Airbuspalette von A318 bis A380 und die Boeing 787; in Militärflugzeuge A310MRTT, Eurofighter Typhoon, Panavia Tornado, EC 135, Westland EH 101 Merlin, Airbus A400M, Nimrod; in Regional- und Geschäftsflugzeuge wie Bombardier CL300, Bombardier Global Express, Bombardier CRJ700 u. CRJ 900, Embraer 170 u. 190, Gulfstream G550. Außerdem ist das Unternehmen im Komponentenbau für Triebwerke, z. B. Trent 700 u. 800, V2500, BR 710, Tay 611, RB 199, Adour und das EJ 200, aktiv.
Im Jahr 2005 wurden Anteile an der Garner CAD Technik GCT übernommen, die vor allem in dem Bereich Entwurf und Konstruktion von Flugzeugen und Flugzeugsystemen sowie in anderen, ähnlichen Aufgaben und Forschungsaufträgen tätig ist. 2009 wurde GCT vollständig von PFW gekauft und Teil des neuen Geschäftsmodells „Build-to-Spec“.
2006 übernahm PFW die Firma Specitubes in Frankreich, zuvor ihr Hauptlieferant für Stahl- und Titanrohre, die weiterhin an den beiden Standorten Nanterre und Samer für den Eigenbedarf, aber auch für eine Vielzahl internationaler Luftfahrtkunden produziert. 2008 gründete PFW einen weiteren Produktionsstandort in Xi’an (China) zur Fertigung von Kleinkomponenten.
2011 wurde mit 74,9 % der Anteile die Mehrheit an PFW wieder (nach dem Verkauf im Jahr 1997) von Airbus übernommen. Ab 2018 suchte Airbus  einen Käufer für PFW Aerospace.
Am 17. September 2019 wurde bekanntgegeben, dass das Unternehmen Hutchinson mit der Airbus SE und Safeguard eine Vereinbarung über den Kauf von PFW Aerospace GmbH  geschlossen hat. Der Abschluss des Kaufs wurde am 10. Januar 2020 bekanntgegeben.